# Swammerdamella richmondensis
Swammerdamella richmondensis är en tvåvingeart som först beskrevs av Frederick Askew Skuse 1890.  Swammerdamella richmondensis ingår i släktet Swammerdamella och familjen dyngmyggor. Inga underarter finns listade i Catalogue of Life.